# Registr dlužníků
Registr dlužníků (též úvěrový registr) je databáze všech typů klientů – právnických osob a fyzických osob – občanů i podnikatelů, kteří jsou nějakým způsobem spojeni s nějakým poskytnutým úvěrem. 
Některé (tzv. "pozitivní" nebo "pozitivně-negativní") registry dlužníků evidují všechny závazky, ať už je dlužník po splatnosti se svými závazky, či nikoli. Smyslem registrů dlužníků je pomoci bankám a dalším subjektům při zjišťování spolehlivosti svých potenciálních dlužníků. Provozovatelé registrů dlužníků zpravidla uvádějí, že registry dlužníků pomáhají i poctivým dlužníkům, neboť jim poskytovatelé úvěrů poskytnou své služby snáze nebo dokonce za lepších podmínek.

## Obecné informace
Obecným principem činnosti registrů dlužníků je shromažďování informací od věřitelů a jejich zpřístupňování dalším věřitelům. Většinou je využívání informací z registru dlužníků podmíněno tím, že uživatel informací do registru sám přispívá. Tento způsob zpracování osobních údajů je natolik charakteristický, že z textu registrace u ÚOOÚ lze činnost registru dlužníků poměrně jednoznačně identifikovat, neboť musí uvádět další příjemce osobních údajů.
V některých případech je odlišný subjekt, který má právo zpracovávat osobní údaje ("správce osobních údajů" ve smyslu zákona 101/2000 Sb. v platném znění) odlišný od subjektu, který registr fakticky provozuje, přičemž těchto subjektů může být i několik. Například v ČR fungující Bankovní registr klientských informací má jako správce osobních údajů společnost Czech Banking Credit Bureau, a.s., zatímco Nebankovní registr klientských informací má jako správce osobních údajů sdružení CNCB - Czech Non-Banking Credit Bureau, z.s.p.o. (dříve LLCB). Pro oba tyto správce však zpracování osobních údajů zajišťuje společnost CRIF - Czech Credit Bureau, a.s. a italská společnost CRIF S. p. A. Povinnost registrace u ÚOOÚ má nicméně správce, pokud jí není zproštěn, protože provádí zpracování osobních údajů na základě zákona (CNCB je tak registrováno u ÚOOÚ, stejně jako SOLUS, zatímco CBCB nikoli).

### Druhy registrů dlužníků
Provozovatelé registrů dlužníků jsou sdruženi v celoevropské organizaci ACCIS.
V terminologii zákona 145/2010 Sb. (§ 9) a Směrnice Evropského parlamentu a Rady 2008/48/ES (čl. 8) jsou označovány jako "databáze umožňující posouzení úvěruschopnosti spotřebitele". Podle těchto ustanovení musí věřitel, který zamítne žádost spotřebitele o spotřebitelský úvěr na základě informací z takové databáze, spotřebitele informovat o tom, jakou databázi využil.
V České republice § 38a odst. 2 zákona 21/1992 Sb., o bankách, v platném znění, zřizuje následující registr:
- Centrální registr úvěrů (CRU), který spravuje ČNB

V České republice je dále na základě § 38a odst. 1 zákona 21/1992 Sb., o bankách, v platném znění, soukromou právnickou osobou zřízen následující registr:
- Czech Banking Credit Bureau, a.s. (též označován jako Bankovní registr klientských informací, zkratka CBCB nebo BRKI) - Funguje od roku 2002. Jeho úkolem je výměna dat o bonitě, důvěryhodnosti a platebních schopnostech klientů.

V České republice jsou Úřadem na ochranu osobních údajů (ÚOOÚ) evidovány bankovní a nebankovní registry dlužníků :
- CNCB - Czech Non-Banking Credit Bureau, z.s.p.o. (též označován jako Nebankovní registr klientských informací, zkratka NRKI)
- SOLUS, zájmové sdružení právnických osob (Sdružení na Ochranu Leasingu a Úvěrů Spotřebitelům)

## Jak se dostat do registru dlužníků?
Úvěrové registry nebo také registry dlužníků obsahují informace o aktuálních i minulých půjčkách. Evidují výši půjček, kolik je třeba ještě doplatit a jak je na tom klient s platební morálkou. Do bankovního (BRKI) i nebankovního registru (NRKI) se tedy klient finanční instituce dostane již jen tím, že si půjčí. Informace o této půjčce a jejím splácení jsou v bankovním i nebankovní registru obsaženy ještě čtyři roky po umoření půjčky. 
Obvykle jsou v registru dlužníků vedeny dva druhy záznamů: 
- Pozitivní se týká dlužníka, který si vzal půjčku, ale splácí ji řádně a včas. Tento záznam mu může při jednání o dalším úvěru dokonce pomoci. Říká o něm, že je důvěryhodný a již ověřený.
- Negativní se týká klienta, který splácet půjčku nestíhá. Tento záznam může sjednání dalšího úvěru ztížit.

Člověk se ale do registru dostane i tehdy, když mu žádost o půjčku nevyjde. Neúspěšná žádost o půjčku bude v bankovním registru uchovaná ještě rok, v nebankovním šest měsíců. Pro registr dlužníků SOLUS platí jiná pravidla. Do něj se klient dostane až tehdy, když nezaplatí tři po sobě jdoucí splátky nebo hned první dvě splátky čerstvě sjednané půjčky. Celková částka však musí překročit 500 Kč. Na rozdíl od bankovního a nebankovního registru se do registru SOLUS dostane dlužník také kvůli nezaplacení faktury komunikační společnosti či distributoru energie. I zde platí již zmíněná pravidla pro půjčky. Informace o nesplacených půjčkách jsou v tomto registru vedeny tři roky od umoření, informace o nezaplacených fakturách pouze rok.

## Jak se dostat z registru dlužníků?
Z bankovního i nebankovního registru se dlužník dostane automaticky až čtyři roky po umoření půjčky. Z registru SOLUS tři roky po umoření půjčky a rok po splacení nezplacené faktury telekomunikační společnosti či distributoru energie (elektřina, plyn). Dřív šlo vymazání z registru dlužníků uspíšit pouze u registru dlužníků SOLUS. Nejprve musel klient splatit zapsanou pohledávku, poté musel s věřitelem rozvázat veškeré smluvní vztahy a spolu s tím také zrušit souhlas se zpracováním osobních údajů. Až poté mohl klient požádat registr dlužníků SOLUS o výmaz. Následně byl záznam z registru vymazán, protože již nebyl v souladu se zákonem č. 101/2000 Sb. o zpracování osobních údajů. Vše se však změnilo s aktualizací zákona o ochraně spotřebitele 378/2015 Sb. Kvůli tomu je dnes výměna informací o spotřebiteli možná i bez jeho souhlasu.

## Kontroverze
V roce 2007, několik let po zahájení provozu Bankovního registru klientských informací (CBCB, 2001) a Nebankovního registru klientských informací (CNCB, 2005) si společnost CORP. INVESTMENTS INC. (která má současně registrovánu doménu centralniregistrdluzniku.cz, na které provozuje údajný Registr dlužníků České republiky, a doménu cerd.cz) zaregistrovala domény brki.cz a nrki.cz. Tuto registraci podpořila společnost CERD LLC registrací ochranné známky "BRKI - Bankovní registr klientských informací" a "NRKI - Nebankovní registr klientských informací" v roce 2007 . 
Platnost těchto ochranných známek byla ukončena až 18.10.2013.
Existence webových prezentací na stránkách brki.cz a nrki.cz v mezičase vedla k matení spotřebitelů, kteří pak mylně kontaktovali provozovatele těchto stránek namísto skutečně zamýšlených CBCB resp. CNCB.

## Struktura společností CBCB a CNCB s návazností na CCB a CRIF
Faktickým provozovatelem registrů pro CBCB a CNCB je italská společnost CRIF S.p.A., provozovatel italského registru dlužníků, a jeho dceřiná společnost CRIF - Czech Credit Bureau, a.s. Tyto společnosti nicméně fungují jako zpracovatelé pro správce osobních údajů, kterými jsou CBCB (vlastněná bankami) a CNCB (sdružení nebankovních společností).
CRIF S.p.A. resp. CRIF - CCB poskytly formou půjčky provozní kapitál CBCB, takže reálný finanční vklad vlastnických bank byl jen symbolický. Podle údajů dostupných v obchodním rejstříku je nicméně tento registr již samofinancovatelný a není v principu závislý na svých zakladatelích. V roce 2010 bylo údajně uvažováno o výběrovém řízení na nového provozovatele CBCB, čímž by CRIF mohl být od celého projektu odříznut. Výběrové řízení se nicméně zatím neuskutečnilo.

### Zpracování osobních údajů do ratingových vzorců
CBCB a CNCB využívají osobní údaje k tvorbě scoringových modelů, které za úplatu poskytují svým uživatelům. Na rozdíl od jejich zahraničního ekvivalentu (např. FICO v USA) však výslednou informaci neposkytují samotnému subjektu údajů. U společnosti CRIF lze zakoupit výpis z Bankovního nebo Nebankovního registru klientských informací, výpis MůjKredit, výpis z Registru platebních informací a také informace o exekucích.